# سیارک ۲۰۴۵۴
سیارک ۲۰۴۵۴ (به انگلیسی: 20454 Pedrajo، نامگذاری:1999LD4) بیست هزار و چهارصد و پنجاه و چهارمین سیارک کشف شده‌است که در ۹ ژوئن ۱۹۹۹ کشف شد.
قدر مطلق سیارک برابر ۱۴.۱ است.